# Ясківка лісова
Ясківка лісова (Petrochelidon nigricans) — вид горобцеподібних птахів родини ластівкових (Hirundinidae).

## Поширення
Птах розмножується в Австралії, переважно на південь від 20° південної широти та на острові Тимор. Він перелітний, зимує на більшій частині території Австралії, Нової Гвінеї, в Індонезії на схід від лінії Воллеса та Соломонових островів. Він залітає до Нової Зеландії, де розмножився, та Нової Каледонії.

## Опис
Середня довжина ластівки становить 13 см. Хвіст неглибоко роздвоєний. Доросла особина має райдужно-блакитну спину й тім'я, коричневі крила й хвіст, рудий лоб і білуватий круп. Низ білий. Статі схожі, але молоді птахи тьмяніші та коричневіші, із блідішим лобом і блідою бахромою на спині та пір'їнах крил.